# Insignia de las Juventudes Hitlerianas

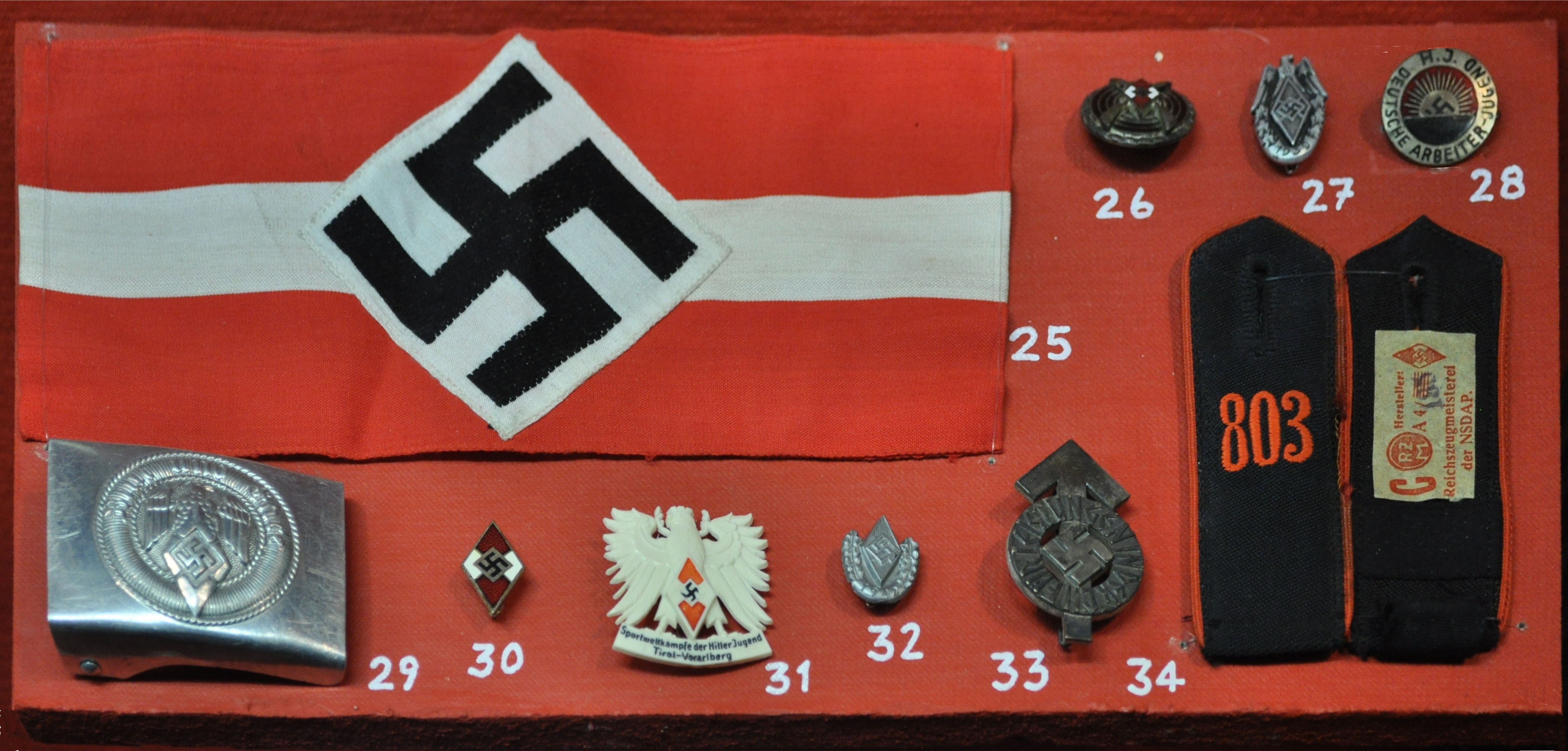
Distintos elementos de un miembro de las Juventudes Hitlerianas, entre ellos la insignia.

La Insignia de las Juventudes Hitlerianas (en alemán: HitlerJugend Ehrenabzeichen) fue una condecoración política de la Alemania nazi, otorgada por diversos grados de servicio a las Juventudes Hitlerianas. La insignia se creó por primera vez en 1929, con regulaciones formales para la presentación como decoración formalizada en 1933.

## Grados y premio
Hubo tres grados de la insignia juvenil de Hitler:
- Insignia las Juventudes Hitlerianas
- Insignia de las Juventudes Hitlerianas de Oro
- Insignia de las Juventudes Hitlerianas de Oro con Hojas de Roble

La mayoría de los líderes adultos de las Juventudes Hitlerianas, en particular los que tenían el rango de Bannführer y superior, recibieron automáticamente la insignia de las Juventudes Hitlerianas. La insignia también fue otorgada con frecuencia a los miembros de las SS que tenían alguna conexión con las Juventudes Hitlerianas. Un grado especial de la Insignia las Juventudes Hitlerianas, conocida como la "Insignia las Juventudes Hitlerianas para Distinguidos Extranjeros", fue autorizado para su presentación a ciudadanos no alemanes que se habían beneficiado los objetivos de las Juventudes Hitlerianas.

## Insignia de Oro
Con el permiso de Hitler el 23 de junio de 1934, la Insignia de las Juventudes Hitlerianas de Oro (Das Goldene Hitler-Jugend-Abzeichen) se estableció como un premio de honor al Líder Nacional de la Juventud (Reichsjugendführer) Baldur von Schirach en reconocimiento al liderazgo y al servicio prolongado u otro especial Logro en las Juventudes Hitlerianas (Hitler Jugend). La forma era un romboide enmarcado dorado que tenía en el centro un campo cuadrado dorado con una esvástica negra en un fondo rojo y blanco. El derecho a usar la Insignia las Juventudes Hitlerianas se permitió después de que el destinatario dejara el Partido Nazi y ya no usara el uniforme. El Líder Nacional de la Juventud podría otorgar el derecho al receptor a usar la insignia por tiempo indefinido.

## Receptores conocidos
- Artur Axmann
- Gottlob Berger
- Fritz Bracht (Insignia de las Juventudes Hitlerianas de Oro con Hojas de Roble) 1941[4]
- Heinrich Himmler
- Adolf Hitler
- Friedrich Rainer (Insignia de las Juventudes Hitlerianas de Oro con Hojas de Roble)[5]
- Baldur von Schirach
- Albert Speer